# Arrondissement di Port-Salut
L'arrondissement di Port-Salut è un arrondissement di Haiti facente parte del Dipartimento del Sud. Il capoluogo è Port-Salut.

## Geografia antropica

### Suddivisioni amministrative
L'arrondissement di Port-Salut comprende 3 comuni:
- Port-Salut
- Arniquet
- Saint-Jean-du-Sud